# Pecteilis
Pecteilis — рід квіткових рослин родини орхідні (зозулинцеві) (Orchidaceae).

## Поширення
Рід поширений у східній і південній Азії включаючи Далекий Схід Росії, Китай, Японію, Індію, Пакистан, Індокитай та Індонезію.

## Види
- Pecteilis cambodiana (Gagnep.) Aver. — Камбоджа, В'єтнам
- Pecteilis cochinchinensis (Gagnep.) Aver. — В'єтнам
- Pecteilis gigantea (Sm.) Raf. — Індія, Пакистан, Гімалаї, Непал, Бутан, М'янма
- Pecteilis hawkesiana (King & Pantl.) C.S.Kumar — М'янма, Таїланд
- Pecteilis henryi Schltr. — Китай, Гімалаї, Індія, Індокитай
- Pecteilis ophiocephala (W.W.Sm.) Ormerod — М'янма, Китай
- Pecteilis radiata (Thunb.) Raf. — Примор'я, Китай, Японія, Корея
- Pecteilis susannae (L.) Raf. — Китай, Камбоджа, Індія, Індонезія, Лаос, Малайзія, М'янма, Непал, Таїланд, В'єтнам
- Pecteilis triflora (D.Don) Tang & F.T.Wang — Бангладеш, Індія, Непал